# Sol Kerzner
Solomon Sol Kerzner (Joanesburgo, 23 de agosto de 1935 – Cidade do Cabo, 21 de março de 2020) foi um magnata de hotéis sul-africano. Seus resorts mais famosos são o Atlantis Paradise Island nas Bahamas e Atlantis Hotel em Dubai.
Morreu no dia 21 de março de 2020, aos 84 anos, em decorrência de um câncer.